# Darkness (album Hell-Born)
Darkness – piąty album studyjny polskiej grupy muzycznej Hell-Born. Wydawnictwo ukazało się 8 grudnia 2008 roku nakładem wytwórni muzycznej Witching Hour Productions. Nagrania zostały zarejestrowane w czerwcu 2007 roku w białostockim Hertz Studio. 15 lutego 2010 roku ukazała się reedycja płyty zawierająca dodatkowe nagrania zarejestrowane na żywo w Saint Paul w Stanach Zjednoczonych 29 listopada 2003.

## Lista utworów
Opracowano na podstawie materiału źródłowego.
1. "Refuse to Serve" (sł. Baal Ravenlock, muz. Baal Ravenlock, Les, Paul) - 04:50
2. "(I Am) The Thorn in the Crown" (sł. Baal Ravenlock, muz. Baal Ravenlock, Les, Paul) - 04:25
3. "Curse Me and I Win" (sł. Baal Ravenlock, muz. Baal Ravenlock, Les, Paul) - 04:30
4. "Darkness" (sł. Baal Ravenlock, muz. Baal Ravenlock, Les, Paul) - 04:14
5. "In Satan We Trust" (sł. Baal Ravenlock, muz. Baal Ravenlock, Les, Paul) - 05:25
6. "Submission" (sł. Baal Ravenlock, muz. Baal Ravenlock, Les, Paul) - 04:56
7. "The Black of Me" (sł. Baal Ravenlock, muz. Baal Ravenlock, Les, Paul) - 05:56
8. "Hellfire" (sł. Baal Ravenlock, muz. Baal Ravenlock, Les, Paul) - 03:41
9. "Dead Don`t Preach" (sł. Baal Ravenlock, muz. Baal Ravenlock, Les, Paul) - 07:51

## Twórcy
Opracowano na podstawie materiału źródłowego.
- Adam "Baal Ravenlock" Muraszko - wokal prowadzący, gitara basowa
- Leszek "Les" Dziegielewski - gitara rytmiczna, gitara prowadząca
- Paweł "Paul" Jaroszewicz - perkusja
- Krystian "Dino" Wojdas - sesyjnie gitara prowadząca
- Wojciech Wiesławski - inżynieria dźwięku, produkcja muzyczna, miksowanie
- Sławomir Wiesławski - inżynieria dźwięku, produkcja muzyczna, miksowanie